# Irena Prosen
Irena Prosen, slovenska filmska igralka, * 15. december 1936, Ljubljana.
Irena Prosen je igrala v več serijah in filmih jugoslovanske produkcije, tudi filmu Lažnivka iz leta 1965 in slovenski seriji Pod eno streho iz leta 2002, in tudi več filmih tuje produkcije. 

## Filmografija
- Pod eno streho (2002, TV nanizanka)
- Skerco (1994, celovečerni igrani film)
- Majstor i šampita (1986, celovečerni igrani film)
- U zatvoru (1985, celovečerni igrani film)
- Idi mi, dođi mi (1983, celovečerni igrani film)
- Parlog (1974, celovečerni igrani film)
- Ubistvo na podmukao i svirep način i iz niskih pobuda (1969, celovečerni igrani film)
- Republika vo plamen (1969, celovečerni igrani film)
- Lažnivka (1965, celovečerni igrani film)
- Ladro di Damasco, Il (1964, celovečerni igrani film)
- Operacija Ticijan (1963, celovečerni igrani film)
- Vecchio testamento, Il (1962, celovečerni igrani film)
- Sjenka slave (1962, celovečerni igrani film)
- Srešćemo se večeras (1962, celovečerni igrani film)
- Furia del Ercule, La (1962, celovečerni igrani film)
- Sreća dolazi u 9 (1961, celovečerni igrani film)
- Sansone (1961, celovečerni igrani film)
- Veselica (1960, celovečerni igrani film)